# Пек Нам Сун
Пек Нам Сун (кор. 백남순, 13 березня 1929, в провінції Хамгьон, Японська Корея — 2 січня 2007, Пхеньян, КНДР) — північнокорейський державний діяч, міністр закордонних справ КНДР (1998-2007).

## Біографія
Здобув вищу освіту в університеті імені Кім Ір Сена в Пхеньяні. Його політичне піднесення почалося після заняття їм у 1968 р. посади заступника голови міжнародного відділу Трудової партії Кореї. 
У 1972-1979 рр. — посол КНДР у Польщі. У травні 1973 р. брав участь у міжкорейських переговорах по лінії Червоного хреста в Сеулі. У червні 1994 р. був у складі делегації КНДР на зустрічі заступників прем'єр-міністрів КНДР і Південної Кореї.
Протягом 1990-х рр. він чотири рази виїжджав в Південну Корею для проведення двосторонніх переговорів з різної тематики.
У 1998 р. призначений міністром закордонних справ КНДР. При реорганізації кабінету міністрів у 2003 р. зберіг свій пост. Сприймався за кордоном як один з головних партнерів з боку КНДР при проведенні різних переговорів і найбільший знавець проблематики у відносинах з Південною Кореєю.
Обирався депутатом Верховного народного зібрання КНДР 9-11 скликань. 
За повідомленням китайського інформаційного агентства Сіньхуа, політик тривалий час страждав захворюванням нирок, воно ж стало причиною його смерті 2 січня 2007 року.
Його син, Пак Нен Чен, в грудні 2007 р. призначений головою Центрального банку КНДР.